# Astatotilapia burtoni
Astatotilapia burtoni és una espècie de peix de la família dels cíclids i de l'ordre dels perciformes.
Majoritàriament habita al Llac Tanganyika i als cursos d'aigua que l'envolten, incloent parts de Burundi, Ruanda, Tanzània i Zàmbia. Així doncs, el seu hàbitat natural són els rius, els rius intermitents, els llacs i pantans d'aigua dolça, les maresmes intermitents d'aigua dolça i els deltes interiors.
L'Astatotilapia burtoni s'ha utilitzat com a organisme model per estudiar els comportaments i sistemes físics dels cíclids, incloent el seu desenvolupament i embriogènesi. A més, la posició filogenètica d'aquesta espècie en particular la converteix en un sistema model ideal per a la investigació genòmica comparativa. A. burtoni pertany als haplochromines, que és el llinatge dels cíclids amb major nombre d'espècies, i s'ha descobert que és un grup germà tant del superbloc de la regió del Llac Victòria (que té unes 600 espècies) com del bloc d'espècies del Llac Malawi (que compta amb unes 1.000 espècies).

## Morfologia
Els mascles poden assolir els 15 cm de longitud total, mentre que les femelles arriben als 7 cm.

## Alimentació
Menja una àmplia varietat d'aliments: peixos petits, larves d'insectes, algues (com ara, diatomees) i restes vegetals.

## Comportament social

### Rols socials masculins reversibles
Els mascles de la Astatotilapia burtoni presenten dos fenotips reversibles. Els mascles poden canviar fàcilment entre ser territorials i no territorials basant-se en l'entorn social en què es troben. Els mascles en entorns dominants són territorials, posseeixen una coloració brillant, un comportament agressiu mentre defensen el territori i un paper actiu en la reproducció sexual amb les femelles. Per altra banda, els mascles subordinats i no territorials posseeixen una coloració similar a la de les femelles, no tenen iniciativa per perseguir-les i estan suprimits reproductivament a causa de la regressió de les gònades. Les transicions entre els diferents rols socials provoquen diversos canvis en el cervell i en el sistema reproductiu, de manera que la transformació social els afecta tant conductualment com físicament.
Per aprofundir en el concepte de la reversibilitat, resulta important destacar que si un mascle territorial es troba amb un individu que és significativament més gran en grandària, aleshores ràpidament es transformarà socialment en el tipus no territorial. Aquest canvi pot ser detectat pel comportament i la coloració alternativa que segueix. El canvi en la competència reproductiva, però, es produeix al voltant de tres setmanes després que el mascle anteriorment territorial perd el territori als peixos més grans. Quant a l'altra transició social, quan un mascle no territorial es converteix en el tipus territorial, gairebé immediatament mostrarà un comportament agressiu, mentre que els canvis fisiològics seguiran en aproximadament una setmana.

#### Un resultat hormonal
S'han realitzat diversos estudis per precisar la base biològica en què es produeix aquesta inversió. Es suggereix que la hormona de l'estrès cortisol pot tenir un paper directe a l'estatus social, ja que el cortisol pot canviar les prioritats biològiques del sistema dels cíclids. Sota estrès crònic, l'animal pot experimentar una regressió reproductiva (com es mostra en el canvi del mascle territorial al tipus no territorial) com a resultat dels esforços del cos per combatre l'estrès, en lloc d'utilitzar l'energia metabòlica per a objectius a llarg termini com ara la reproducció. A més, els estudis també han demostrat que el fenotip social del cíclid mascle influeix directament en els nivells hormonals de testosterona i 11-cetotestosterona. Es van mesurar i avaluar les concentracions de Plasma sanguini d'aquests andrògens tant en els mascles territorials com en els no territorials, i es va trobar que els mascles territorials tenen concentracions plasmàtiques dràsticament més altes de totes dues hormones.

#### Un resultat de les femelles properes
El comportament dels mascles de cíclids de canviar entre estats dominants i subordinats com a resultat de l'entorn social també pot estar relacionat amb el fet que les femelles es trobin en la seva proximitat. Això és així perquè les femelles poden alternar també entre estats reproductius, tot i que independentment de les condicions socials. Les femelles utilitzen una complexa integració d'indicis per establir les seves preferències de parella, que poden provenir de factors genètics, comportaments ja apresos o nivells hormonals. Poden transformar-se socialment entre un estat reproductiu gràvid (que és la posta d'ous) i un estat reproductiu no gràvid. D'aquesta manera es va demostrar que les preferències d'aparellament de la femella depenien en gran manera de l'estat reproductiu al que es trobava la pròpia femella. Els cíclids femella gràvids preferiran passar temps amb el tipus de mascle dominant en lloc del tipus de mascle subordinat, mentre que les femelles no gràvides no tenen preferència per cap dels dos. Això pot explicar-se pel fet que perquè es produeixi la posta del ous, les femelles gràvides han de ser festejades pels mascles dominants, el que suggereix que la preferència de les femelles gràvides pels mascles dominants és un mecanisme de "priming" conductual.

## Comportament reproductiu

### Corteig dels mascles i cria materna per incubació bucal
El Astatotilapia burtoni, igual que el Oreochromis mossambicus és una espècie lek (tipus d'espècies animals on es dona una agrupació de mascles que competeixen por l'aparellament amb les femelles), per la qual cosa els mascles dominants tindran exhibicions de corteig (de cortejar/festejar) per atraure les femelles que passin per allà. El comportament comença amb el mascle intentant cridar l'atenció de la femella mostrant el seu costat a la femella mentre fa tremolar el seu cos. El mascle intentarà llavors portar a la femella a un lloc de fresa, i si ella el segueix i està preparada per a la posta d'ous, picotejarà els punts amb forma d'ou a l'aleta anal del mascle mentre aquest torna a tremolar. La femella posarà llavors els seus ous, els recollirà a la boca i després picotejarà els punts dels ous al mascle. El mascle allibera esperma i fertilitza els ous a la boca de la femella. Aquest comportament de pica-pica i fertilització es repeteix fins que la femella acaba de pondre ous.
Una vegada que les femelles són atretes i entren al territori del mascle per la posta d'ous, després de la fresa, les femelles criaran a les cries a la seva boca, un comportament anomenat incubació bucal. Després d'unes dues setmanes d'incubació, les femelles alliberen les seves cries. Tot i això, l'exposició a un excés de soroll durant la incubació bucal de la mare pot provocar el canibalisme o l'alliberament prematura de la cria. El soroll durant la incubació bucal perjudica les conductes de cura materna i el desenvolupament dels juvenils, així com altera els transcriptomes cerebrals al peix cíclid africà. Després de l'alliberament de la cria, després que hagin passat diverses setmanes més, els cíclids femella s'hauran recuperat prou fisiològicament per poder desovar de nou.
Es reconeix que la incubació bucal materna afecta les hormones i els cicles reproductius dels cíclids femella, però es desconeixen els efectes com a resultat del processament neural i la privació d'aliment. Un estudi especialment centrat en aquesta matèria va examinar els efectes que la incubació bucal materna pot tenir en una àmplia varietat de pràctiques fisiològiques, per veure si són conseqüències de la privació d'aliment i, efectivament, es va trobar que molts dels canvis (no tots) s'expliquen per la privació d'aliment.

## Comunicació

### Senyals acústics
Molts animals utilitzen la comunicació multimodal, disposant de múltiples modalitats sensorials per a les interaccions reproductives. Així doncs, l'Astatotilapia burtoni s'ha utilitzat com a model per estudiar la producció de la gran varietat de tipus de senyals sexuals. A. burtoni incorpora múltiples sistemes sensorials, incloent el quimiosensorial, visual i l'acústic, per poder interactuar socialment de la seva peculiar i complexa manera en què ho fa.
Els cíclids de l'Àfrica oriental, en general, són especialment coneguts pels seus cossos de colors vibrants i el paper que la coloració juga en el seguici i l'aparellament, però se sap que l'A. burtoni és fenotípicament diferent en l'ús d'una forma de comunicació sensorial completament diferent: la comunicació acústica. S'han estudiat els sons i els comportaments corresponents del sexe masculí d'aquests particulars cíclids africans en observar la preferència de les femelles per l'aparellament. Els experiments de comportament van demostrar que la informació acústica juga efectivament un paper important en la reproducció sexual. Aquesta dependència de la informació sensorial i no visual per coordinar comportaments socials complexos indica que la senyalització acústica és important per a l'A. burtoni. Això suggereix que hi ha senyals interns en aquests peixos cíclids que poden canviar significativament la manera com els peixos responen als senyals auditius, ja que l'estat fisiològic dels peixos pot afectar directament la percepció dels senyals auditius. Per tant, s'han fet més esforços per entendre com les femelles realitzen la selecció sexual examinant de prop els sistemes de senyalització i com es relacionen amb el processament neural als peixos per donar lloc a aquests comportaments.

### Finalitat reproductiva
Un estudi concret va demostrar que els mascles dominants emeten senyals auditius per festejar (atreure) les femelles, i que aquests sons de seguici són similars als que ells mateixos podrien percebre. L'estudi va descobrir que els sons de banda ampla que produïen els mascles dominants estaven associats a tremolors corporals, la qual cosa suggereix que els sons es produïen intencionadament per al seguici i no eren un subproducte dels tremolors, ja que no tots els tremolors anaven acompanyats de sons. Les dades també suggereixen que la percepció auditiva de A. burtoni canvia d'acord amb el cicle reproductiu del peix. Això pot ser degut potencialment als nivells d'hormones circulants. Les comunicacions socials intra i intersexuals en els mascles també poden veure's afectades per l'exposició al soroll submarí. Es va descobrir que la exposició al soroll fins i tot canvia quan i com els mascles produeixen comportaments de seguici, com produir cridades d'atenció d'aparellament tremolant dins dels seus refugis de fresa en lloc de prop d'una femella. Aquest canvi de comportament probablement disminueix la possibilitat que les femelles escoltin les trucades d'aparellament dels mascles.